# Смирнов, Юрий Мстиславович
Ю́рий Мстисла́вович Смирно́в (4 ноября 1932, Удомля, Московская (ныне Тверская) область — 8 февраля 2020) — советский и российский кристаллофизик, доктор технических наук, профессор кафедры прикладной физики физико-технического факультета Тверского государственного университета, основатель тверской научной школы по кристаллофизике, заслуженный деятель науки РФ, Почетный гражданин города Твери, краевед.

## Биография
Родился в г. Удомля Московской (ныне Тверской) области 4 ноября 1932 в семье преподавателей средней школы.
В 1951 году окончил Удомельскую среднюю школу № 1 им. А. С. Попова с серебряной медалью.
В 1955 году окончил металлургический факультет Ленинградского горного института с отличием.
Работал на Запорожском титано-магниевом комбинате помощником мастера, начальником цеха, руководителем научно-исследовательской лабораторией по выращиванию кристаллов. В 1969 году защитил кандидатскую диссертацию по теме «Технология выращивания бездислокационных кристаллов германия».
С 1974 года работал Калининском государственном университете старшим преподавателем, доцентом.
В 1987 году после защиты докторской диссертации возглавлял кафедру прикладной физики ТвГУ, которой руководил до 2012 года. В последнее время — профессор этой кафедры.
Был заместителем председателя диссертационного докторского совета Д 212.263.02 по специальности 02.00.04 — физическая химия (химические и физико-математические науки) в Тверском университете, член ещё двух диссертационных советов.
Подготовил 11 кандидатов и 2-х докторов наук.
Действительный член Международного союза кристаллографов, член Научного совета РАН по проблеме «Образование кристаллов».

## Научная деятельность

### Область научных интересов
Кристаллография, кристаллофизика, неравновесная термодинамика, фазовые переходы, теория групп, полупроводники, технологии выращивания монокристаллов кремния, германия, парателлурита, медицинская физика.
Создал в Тверском университете уникальную лабораторию по выращиванию монокристаллов. Здесь в течение 30 лет ведутся разработки технологии получения и исследования свойств монокристаллического германия. В лаборатории был выращен (1982) самый большой в мире монокристалл германия, диаметром около 600 мм. Здесь же в течение последних 20 лет выращиваются монокристаллы парателлурита, не уступающие по своим основным параметрам лучшим отечественным и зарубежным образцам. Результаты нашли важные применения в космической отрасли.

### Другие интересы
Краеведение Тверской области. Много лет возглавлял Тверское областное краеведческое общество.
Действующий член редколлегий журналов «Домовой» и «Тверская старина».

### Публикации

#### Кристаллофизика
Автор свыше 250 научных трудов по кристаллофизике, 60 авторских свидетельств на изобретения и патентов.
- Ю. М. Смирнов. Введение в физику кристаллизации : Конспект лекций для студентов III-IV курсов. — Калинин: Калинин. гос. ун-т, 1979—1980. — 36 с.
- Ю. М. Смирнов. Физика кристаллизации. Рост кристаллов : Учеб. пособие. — Калинин: Калинин. гос. ун-т, 1986. — 80 с.
- Ю. М. Смирнов. Кристаллография. Монокристаллы, применяемые в оптике и детектировании излучений : Учеб. пособие. — Калинин: Калинин. гос. ун-т, 1989. — 74 с.
- Ю. М. Смирнов. Кристаллофизика: Учеб. пособие. — Калинин: Калинин. гос. ун-т, 1990. — 56 с.
- Ю. М. Смирнов. Физика кристаллизации : Неравновесная термодинамика : Учеб. пособие. — 2-е изд., перераб. — Тверь: ТвГУ, 1998. — 63 с.
- Ю. М. Смирнов. Физика твердокристаллического состояния : Учеб. пособие. — 2-е изд., перераб. — Тверь: ТвГУ, 2002. — 39 с.

#### Краеведение
Более 200 очерков по краеведению и топонимике.
Автор книг: «Голоса древних народов» (1991), «О названии Волги» (1995), «Кровавые следы истории» (1995), «Моя родина — Удомля» (2002), «В стране трудовлян» (2004),
- Ю. М. Смирнов. Пешком по Тверской области. Топонимические заметки краеведа. — Тверь: Изд-во ГЕРС, 2000. — 412 с. — 500 экз.
- Ю. М. Смирнов. Русские и карелы — рядом и вместе. — Тверь : 2004.: Изд-во ГЕРС, 2004. — 173 с. — (Пешком по Тверской области).
- Ю. М. Смирнов. На склонах Тверского Валдая : Жарковский и его соседи : [очерки]. — Тверь: Изд-во ГЕРС, 2007. — 148 с. — (Пешком по Тверской области).

## Награды и звания
- «Ветеран труда» (1992)
- Заслуженный деятель науки РФ (1996)
- Нагрудный знак «Почетный работник высшего профессионального образования РФ» (1996)
- Нагрудным знак «За заслуги в развитии Тверской области» (1997)
- Почетным знаком «Крест святого Михаила Тверского» (2002)
- Почетный профессор ТвГУ (2004)
- Нагрудным знаком «За заслуги в развитии Тверского государственного университета» (2009)[9]
- «Почетный гражданин города Твери» (2012)
- Медаль ордена «За заслуги перед Отечеством» II степени (2014)